# 方台镇
方台镇是中国黑龙江省哈尔滨市呼兰区下辖的一个镇，位于呼兰区东部。